# Задушні люди
Заду́шні лю́ди — категорія феодальнозалежного населення у Київській Русі з 11 століття, в Україні, Білорусі і в Московії в 15–18 століттях.
В Київській Русізадушними людьми, очевидно, називали холопів, відпущених феодалами на волю на підставі духівниці, але зобов'язаних відбувати кріпацькі повинності на користь монастирів. Уперше про них згадує «Церковний статут» київського князя Володимира Святославича. З. Л. були одним з джерел формування феодальнозалежного населення на монастирських і церковних землях.
В Україні 15-18 ст.феодали перед смертю давали деяким своїм дворовим людям заповітні грамоти про звільнення їх від кріпацтва. Осіб, які діставали в такий спосіб волю, називали З. Л. Проте, позбавлені власності, З. Л. йшли в найми до поміщиків або оселялися в поміщицьких слободах і знову потрапляли в кріпосну залежність.
Назву задушні люди також мали кріпаки, подаровані поміщиками монастирям і церквам у спадкове володіння. Після секуляризаціі монастирських і церковних маєтностей в Україні 1786–1788 рр. задушні люди були перетворені на економічних селян.